# Guiláquis
O povo guiláqui, ou gilaki, (em guiláqui: گیلک) é um povo iraniano cuja pátria é a província de Guilão localizada no noroeste do Irã. Junto com o povo mazandaranis, os guilaquis formam os chamados povos do Cáspio que vivem no litoral sul desse mar interior. Falam a língua guiláqui que é relacionada à língua mazandarani. Nenhuma das duas légua é um dialeto do persa, mas em ambas há muitas palavras oriundas da língua curda. O povo chama a língua guiláqui de Geleki ou mesmo Gilaki, mas mais recentemente o termo usado é Mazani ou Mazandarani por causa do nome da província.
Em 2000, havia cerca de 2,4 milhões de guiláquis, que eram apenas 1,9 milhões em 1990. Emn 1977, uma universidade foi construída em Rasht, a maior cidade da província de Guilão.